# Ovillers-la-Boisselle
Ne doit pas être confondu avec Orvillers-Sorel, Orvilliers ou Orvilliers-Saint-Julien.
Ovillers-la-Boisselle est une commune française d'environ 450 habitants, située dans le département de la Somme en région Hauts-de-France et habitée par les Oviboissellois.

## Géographie

### Localisation

#### Communes limitrophes
| Authuille | Thiepval              | Pozières     |
| Aveluy    | Ovillers-la-Boisselle | Contalmaison |
| Albert    | Bécordel-Bécourt      |              |

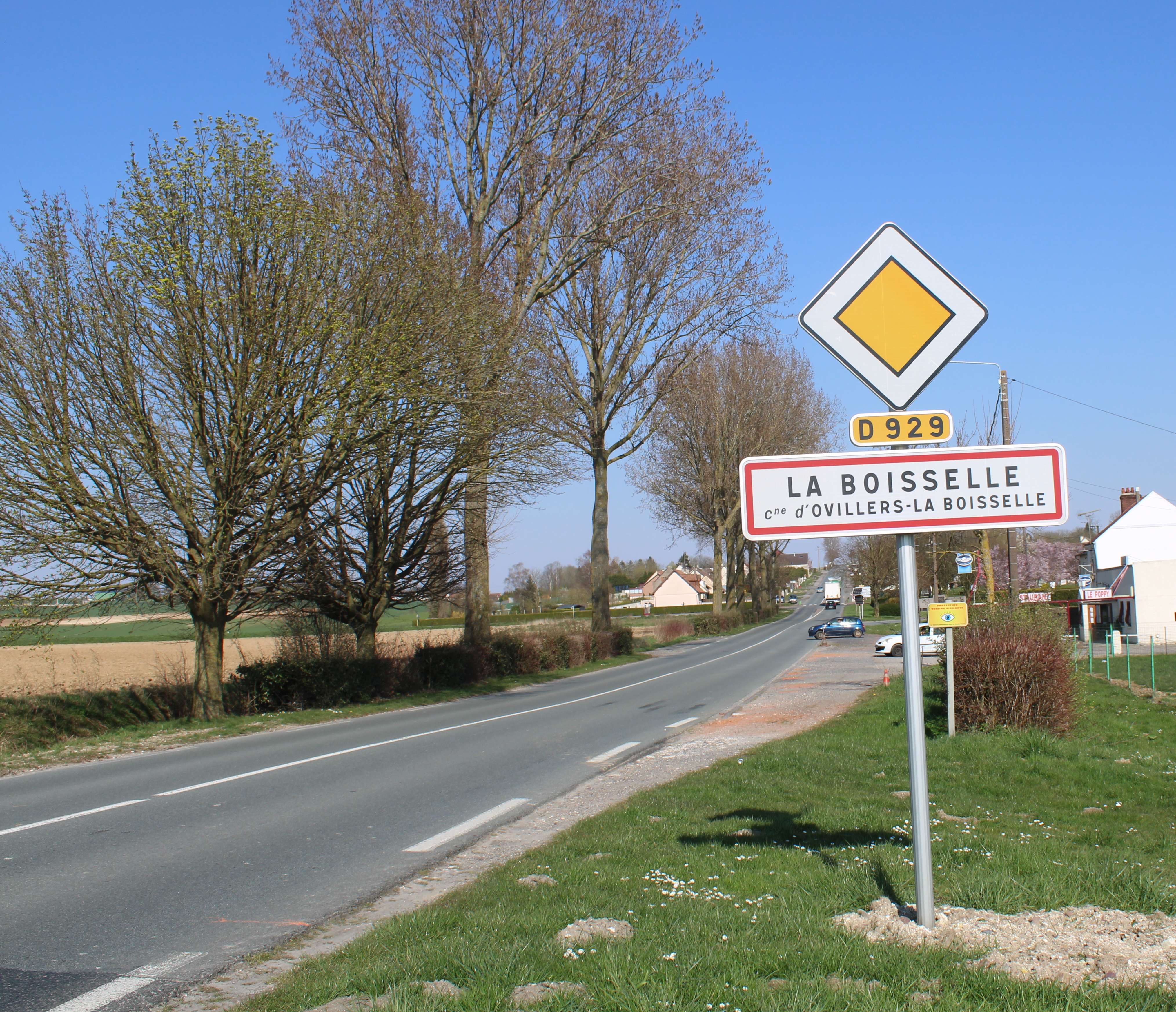
Entrée de La Boisselle.
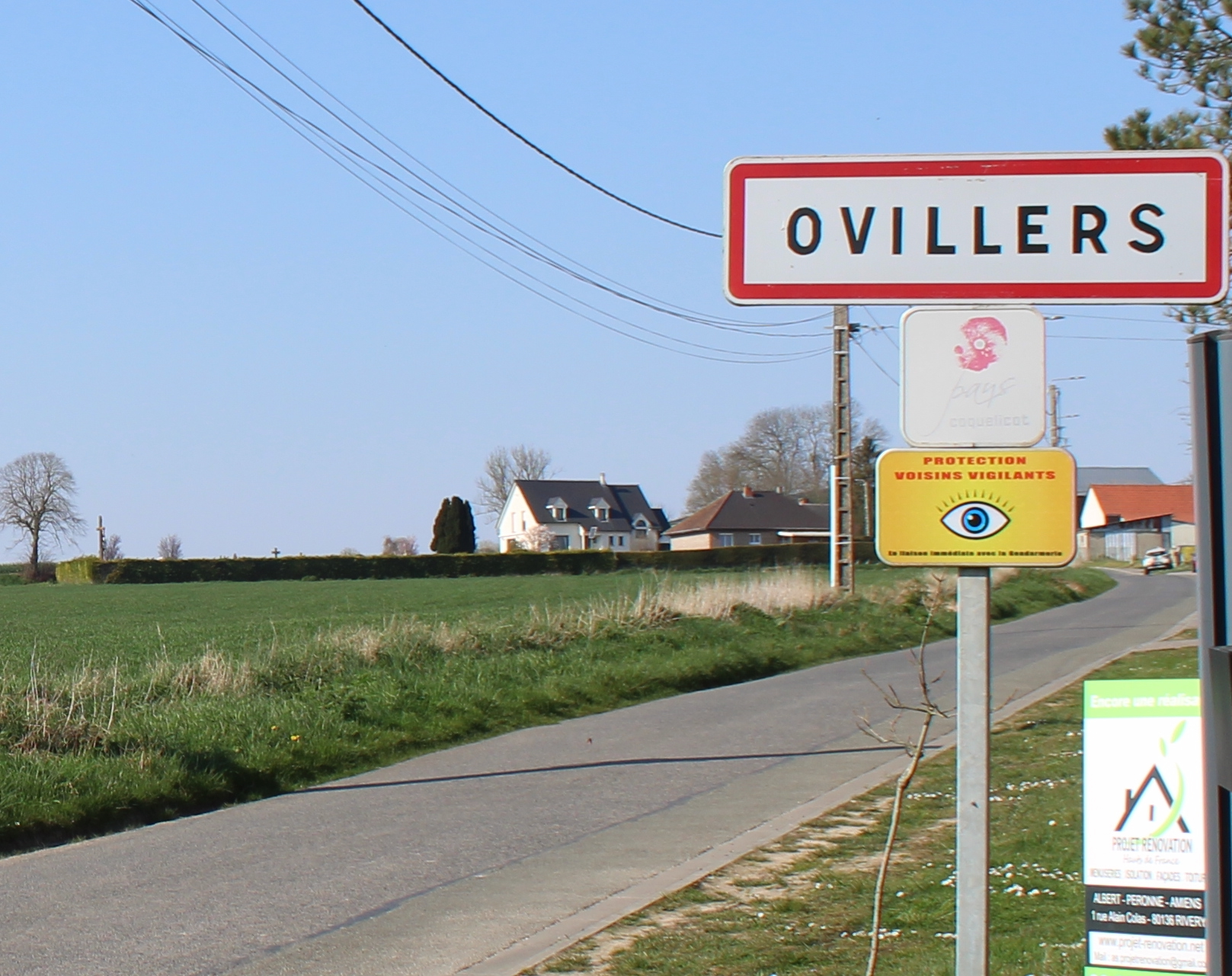
Entrée d'Ovillers.

### Nature du sol et du sous-sol
Le sol de la commune est argilo-calcaire.

### Relief, paysage, végétation
Ovillers est située sur un petit plateau à 145 m d'altitude.

### Hydrographie
La commune est située dans le bassin Artois-Picardie. Elle n'est drainée par aucun cours d'eau.

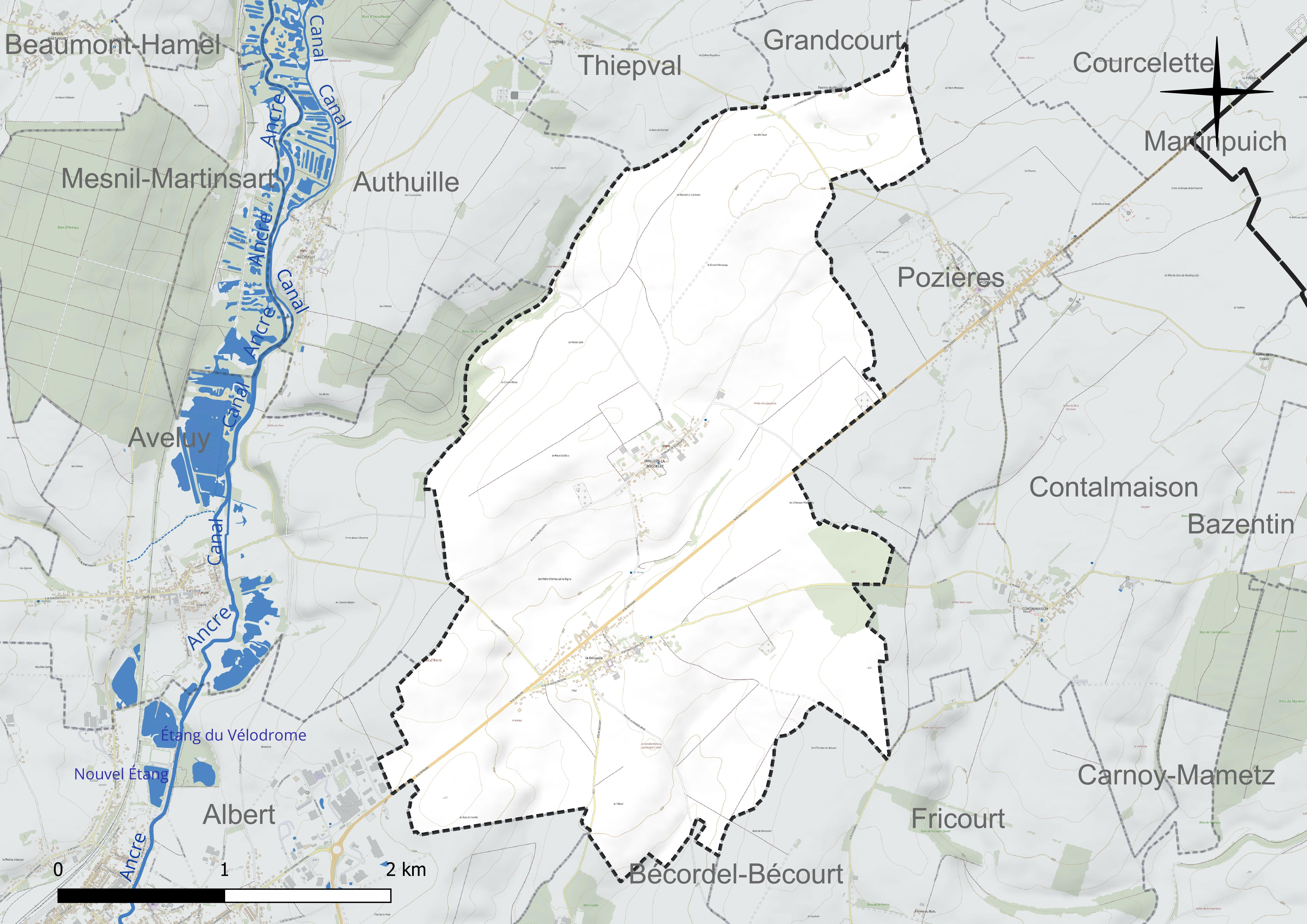
Réseau hydrographique d'Ovillers-la-Boisselle.

### Climat
Pour des articles plus généraux, voir Climat des Hauts-de-France et Climat de la Somme.
En 2010, le climat de la commune est de type climat océanique dégradé des plaines du Centre et du Nord, selon une étude du CNRS s'appuyant sur une série de données couvrant la période 1971-2000. En 2020, Météo-France publie une typologie des climats de la France métropolitaine dans laquelle la commune est exposée à un climat océanique et est dans la région climatique Nord-est du bassin Parisien, caractérisée par un ensoleillement médiocre, une pluviométrie moyenne régulièrement répartie au cours de l'année et un hiver froid (3 °C).
Pour la période 1971-2000, la température annuelle moyenne est de 10,1 °C, avec une amplitude thermique annuelle de 14,1 °C. Le cumul annuel moyen de précipitations est de 788 mm, avec 12,8 jours de précipitations en janvier et 9,1 jours en juillet. Pour la période 1991-2020, la température moyenne annuelle observée sur la station météorologique la plus proche, située sur la commune de Méaulte à 6 km à vol d'oiseau, est de 10,7 °C et le cumul annuel moyen de précipitations est de 730,3 mm,. Pour l'avenir, les paramètres climatiques de la commune estimés pour 2050 selon différents scénarios d'émission de gaz à effet de serre sont consultables sur un site dédié publié par Météo-France en novembre 2022.

## Urbanisme

### Typologie
Au 1er janvier 2024, Ovillers-la-Boisselle est catégorisée commune rurale à habitat dispersé, selon la nouvelle grille communale de densité à sept niveaux définie par l'Insee en 2022.
Elle est située hors unité urbaine. Par ailleurs la commune fait partie de l'aire d'attraction de Méaulte, dont elle est une commune de la couronne,. Cette aire, qui regroupe 9 communes, est catégorisée dans les aires de moins de 50 000 habitants,.

### Occupation des sols
L'occupation des sols de la commune, telle qu'elle ressort de la base de données européenne d'occupation biophysique des sols Corine Land Cover (CLC), est marquée par l'importance des territoires agricoles (96,7 % en 2018), en diminution par rapport à 1990 (99,5 %). La répartition détaillée en 2018 est la suivante : 
terres arables (96,7 %), zones urbanisées (2,8 %), forêts (0,4 %), zones industrielles ou commerciales et réseaux de communication (0,1 %). L'évolution de l'occupation des sols de la commune et de ses infrastructures peut être observée sur les différentes représentations cartographiques du territoire : la carte de Cassini (XVIIIe siècle), la carte d'état-major (1820-1866) et les cartes ou photos aériennes de l'IGN pour la période actuelle (1950 à aujourd'hui).

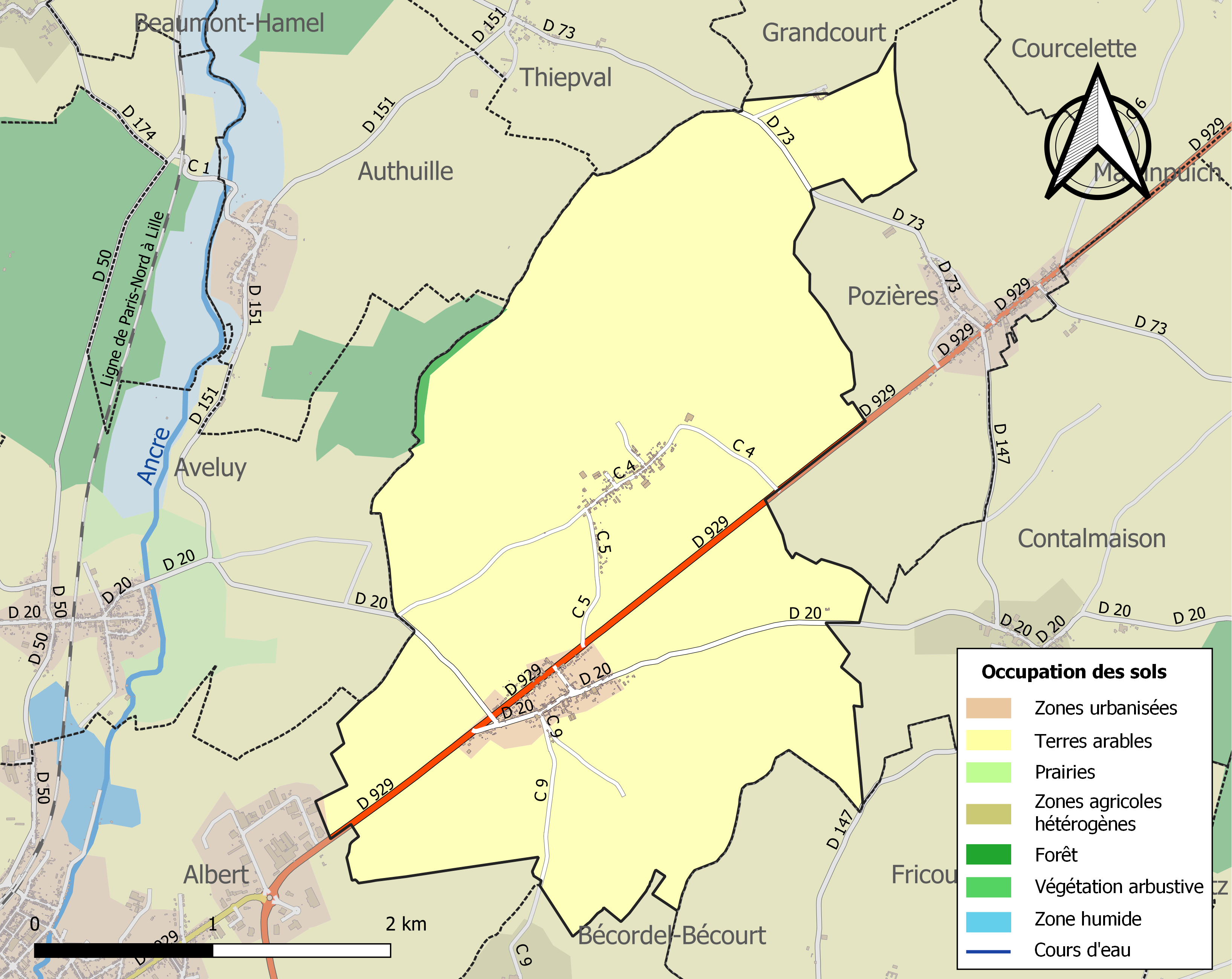
Carte des infrastructures et de l'occupation des sols de la commune en 2018 (CLC).

### Habitat
La commune est composée de deux entités :
- Ovillers ;
- la Boisselle.

## Toponymie
Ovillers est attesté sous les formes Auvilla (1178) ; Auviler (1190) ; Ovillaris ; Auviles (1301) ; Ovilliers (1567) ; Oviler (1579) ; Orviller (1633) ; Oville (1637) ; Anvilier (1648) ; Ovilles (1753) ; Auvillers (1757) ; Oviller-le-Boissel (1763) ; Auvilliers (1764) ; Ovillé la Boiselle (1778) ; Ovillers-la-Boisselle (1801).

Il est probable que le toponyme Ovillers remonte à une forme odo et Villers. Le nom odo a évolué sous la forme moderne du nom eudes qui correspond à oto en Allemand.  La racine germanique odo et donc le sens de eudes est « patrimoine ».

Le village, sur une côte élevée permettrait également de lui assigner l'étymologie de alta villa, habitation établie sur un point culminant.
La-Boisselle est attesté sous les formes Broisseles (1301) ; Le Boissieres (1567 ) ; Bastille (1579) ; Boisselle (1637) ; Le Boissele (1733) ; La Boiselle (1757) ;
Le Boissel (1752) ; La Boisselle (1763) ; La Boissiere (1761) ; Boisselle (1784) ; Le Boissele (1844).

## Histoire

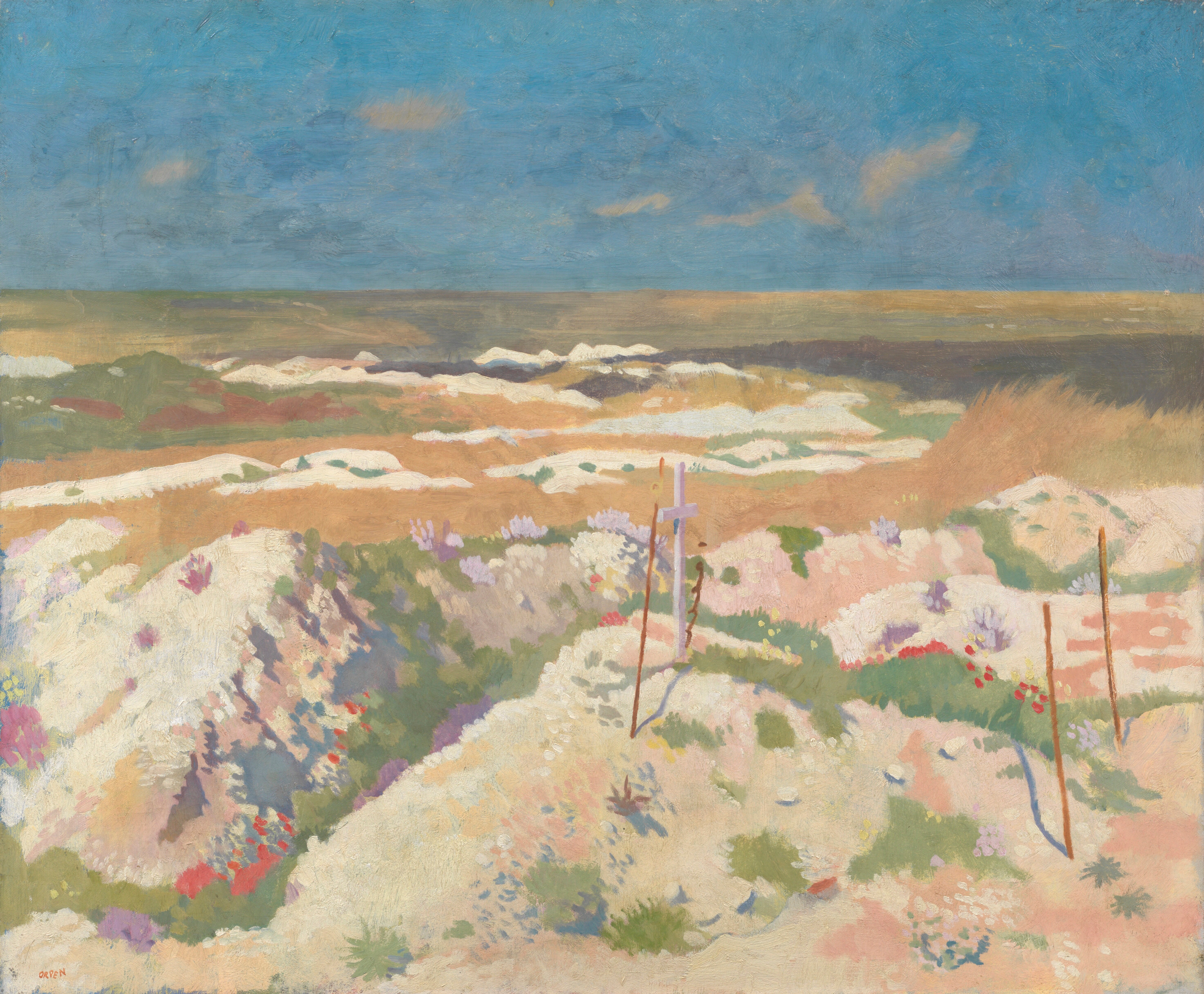
Tombe et cratère de mine à la Boisselle, août 1917.

En 1178, Johannes d'Auvillae, seigneur d'Ovillers, fut l'un des signataires de la charte communale d'Encre.
Le territoire d'Ovillers appartenait pour partie au marquisat d'Ancre, pour partie à l'hôtel-Dieu de Corbie et pour partie à M. de Sachy de Saint-Aubin.
Il existait également un fief du nom de Machaux.
Une partie de La Boisselle appartenait au marquisat d'Albert, et le fief de La Turotte appartenait au roi. La seigneurie de La Boisselle était possédée par la famille de Lagrenée.
Le 1er juillet 1916, la Boisselle fut un des lieux où débuta la bataille de la Somme. Le 3e corps britannique avec les 8e et 34e divisions d'infanterie britanniques sortent des tranchées le jour même pour prendre le village de Pozières (bataille de Pozières).

## Politique et administration

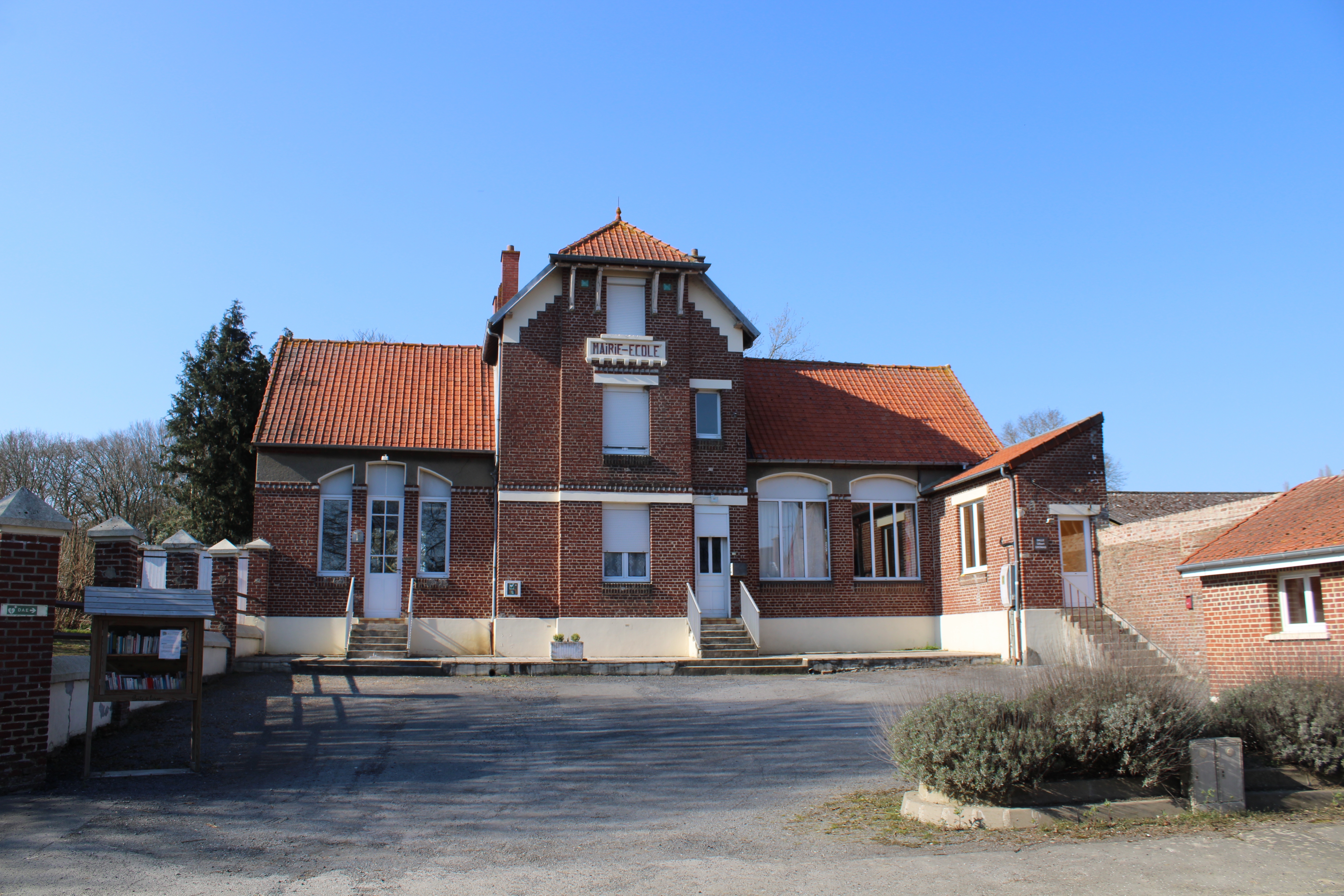
La mairie.

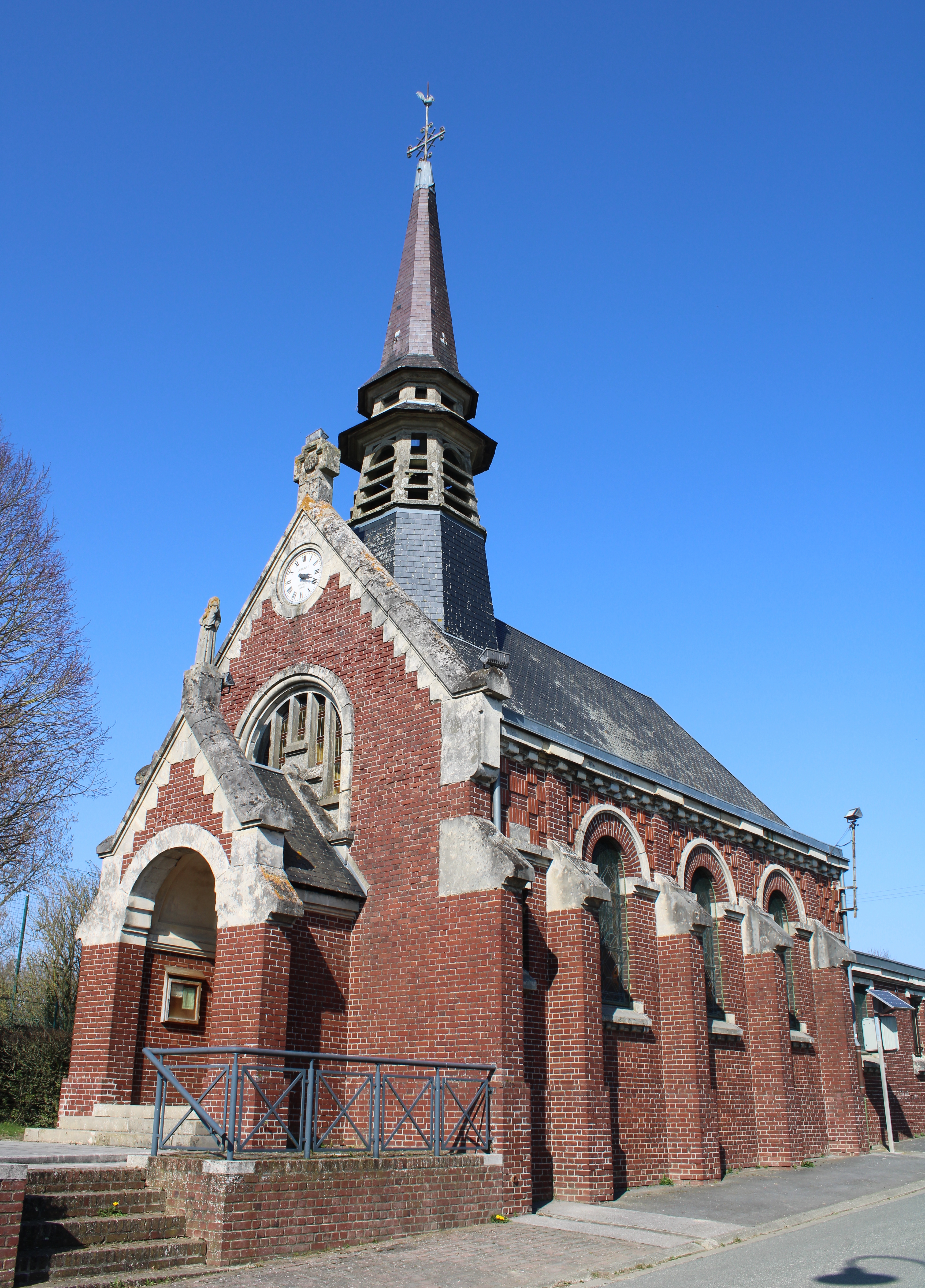
Eglise Saint-Pierre de La Boisselle.

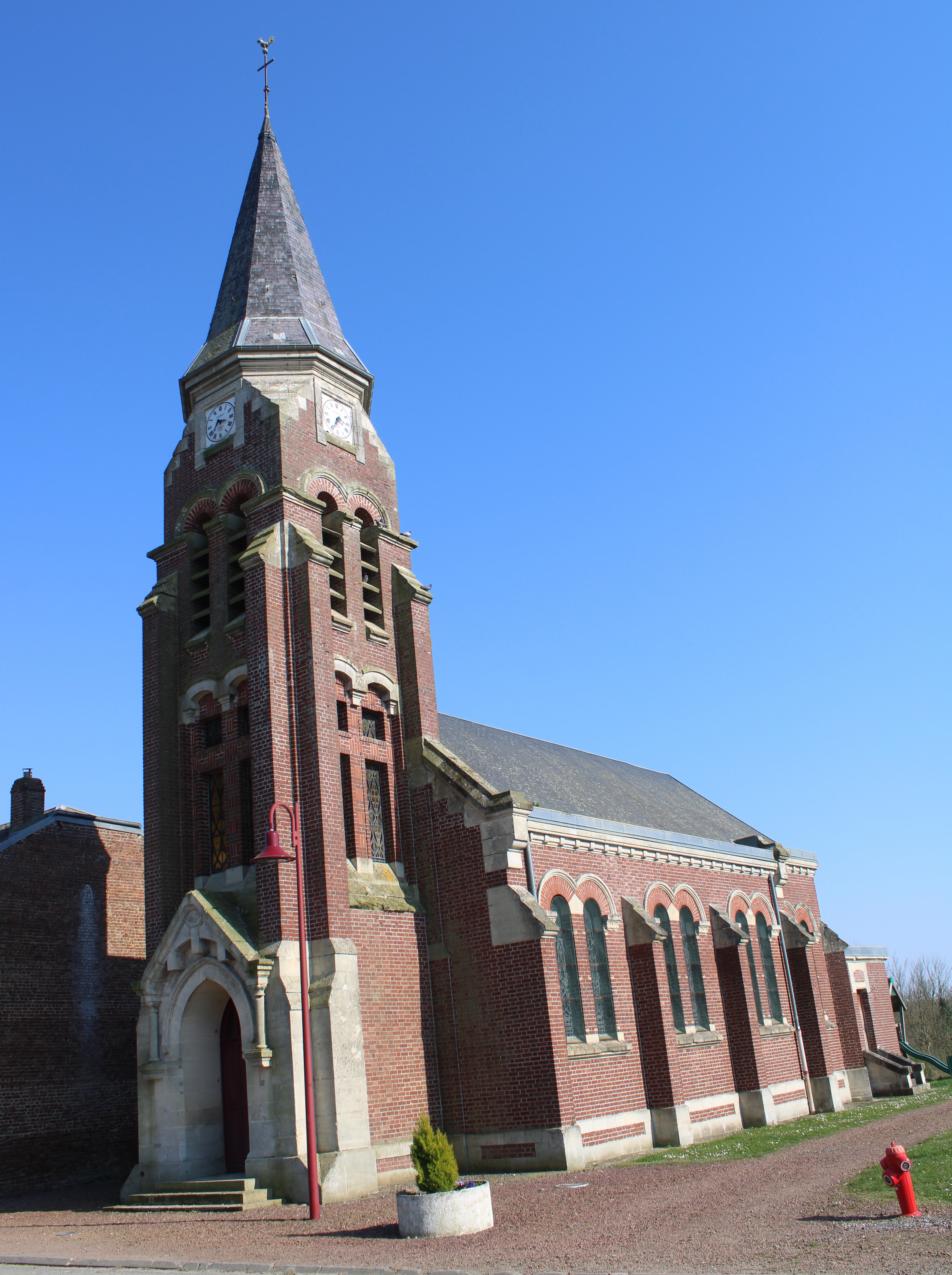
Eglise Saint-Vincent d'Ovillers.

### Intercommunalité
La commune fait partie de la communauté de communes du Pays du Coquelicot.

### Liste des maires
| Période                                  | Période                      | Identité          | Étiquette | Qualité                                  |
| ---------------------------------------- | ---------------------------- | ----------------- | --------- | ---------------------------------------- |
| Les données manquantes sont à compléter. |                              |                   |           |                                          |
| mars 2001                                | mars 2008                    | Gérard Margotin   | UMP       |                                          |
| mars 2008                                | mars 2014                    | Line Wattraint    | SE        |                                          |
| 2014,                                    | En cours (au 8 octobre 2020) | Christian Bernard | SE        | Régisseur Réélu pour le mandat 2020-2026 |

## Population et société

### Démographie
L'évolution du nombre d'habitants est connue à travers les recensements de la population effectués dans la commune depuis 1793. Pour les communes de moins de 10 000 habitants, une enquête de recensement portant sur toute la population est réalisée tous les cinq ans, les populations de référence des années intermédiaires étant quant à elles estimées par interpolation ou extrapolation. Pour la commune, le premier recensement exhaustif entrant dans le cadre du nouveau dispositif a été réalisé en 2005.

En 2022, la commune comptait 428 habitants, en évolution de −4,46 % par rapport à 2016 (Somme : −1,26 %, France hors Mayotte : +2,11 %).
| 1793 | 1800 | 1806 | 1821 | 1831 | 1836 | 1841 | 1846 | 1851 |
| ---- | ---- | ---- | ---- | ---- | ---- | ---- | ---- | ---- |
| 403  | 391  | 854  | 538  | 605  | 592  | 568  | 591  | 613  |

| 1856 | 1861 | 1866 | 1872 | 1876 | 1881 | 1886 | 1891 | 1896 |
| ---- | ---- | ---- | ---- | ---- | ---- | ---- | ---- | ---- |
| 584  | 569  | 539  | 517  | 516  | 418  | 403  | 417  | 380  |

| 1901 | 1906 | 1911 | 1921 | 1926 | 1931 | 1936 | 1946 | 1954 |
| ---- | ---- | ---- | ---- | ---- | ---- | ---- | ---- | ---- |
| 363  | 378  | 342  | 122  | 266  | 317  | 330  | 333  | 359  |

| 1962 | 1968 | 1975 | 1982 | 1990 | 1999 | 2005 | 2006 | 2010 |
| ---- | ---- | ---- | ---- | ---- | ---- | ---- | ---- | ---- |
| 354  | 333  | 336  | 390  | 392  | 371  | 354  | 354  | 417  |

| 2015 | 2020 | 2022 | - | - | - | - | - | - |
| ---- | ---- | ---- | - | - | - | - | - | - |
| 448  | 433  | 428  | - | - | - | - | - | - |

### Enseignement
L'enseignement primaire est organisé autour d'un regroupement pédagogique intercommunal (RPI) qui  regroupe les enfants de Contalmaison, Pozières et Ovillers-la-Boisselle, répartis dans les écoles de Pozières et La Boisselle. À la rentrée scolaire 2017, de la maternelle au CE1, les élèves sont scolarisés à La Boisselle. Du CE2 au CM2, ils se rendent à Pozières.
Les écoles dépendent de l'académie d'Amiens ; elles sont placées en zone B pour les vacances scolaires.

## Économie

### Activités économiques et de services
L'activité dominante de la commune est l'agriculture. Le tourisme est une activité importante, la commune étant située sur le Circuit du Souvenir grâce à la présence du Trou de mine de La Boisselle et de l'Ilot (Glory Hole ou Grannatof).

## Culture locale et patrimoine

### Monuments
- Église Saint-Pierre (la Boisselle).
- Église Saint-Vincent (Ovillers)[26].

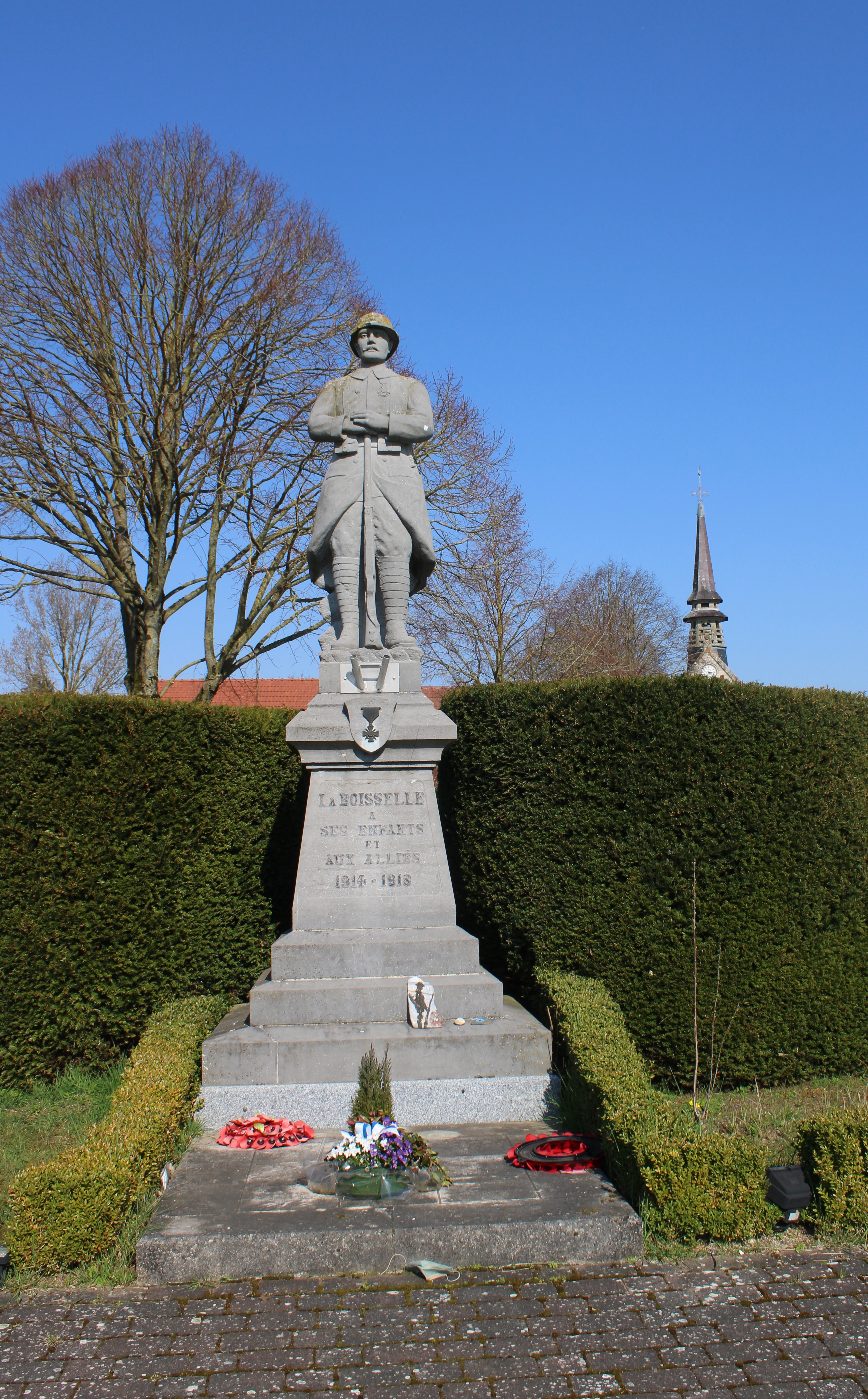
Le monument aux morts de La Boisselle.
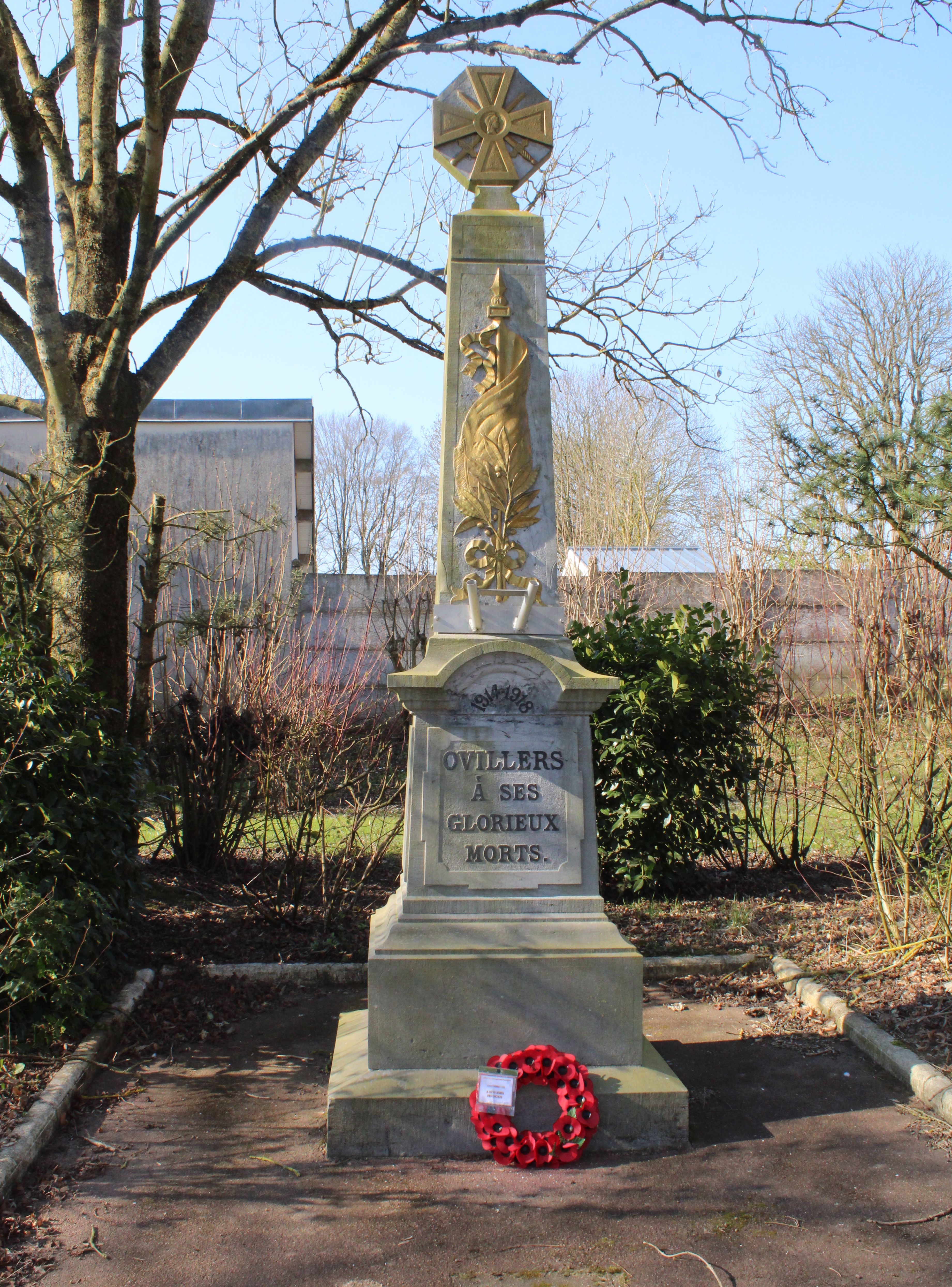
Le monument aux morts d'Ovillers.

### Lieux de mémoire de la Grande Guerre

#### Trou de mine de la Boisselle
Au hameau de la Boisselle, le Lochnagar Crater,  Classé MH (1998) témoigne de la bataille de la Somme lors de la Première Guerre mondiale.
Cet impressionnant trou de mine de 100 mètres de diamètre et de 30 mètres de profondeur, est un vestige de la série d'explosions qui se déroula le 1er juillet 1916. Ici, elle eut lieu à 7 h 28, marquant ainsi le déclenchement de la bataille de la Somme par les Britanniques.

Tranchée britannique au cours de la bataille de la Somme.
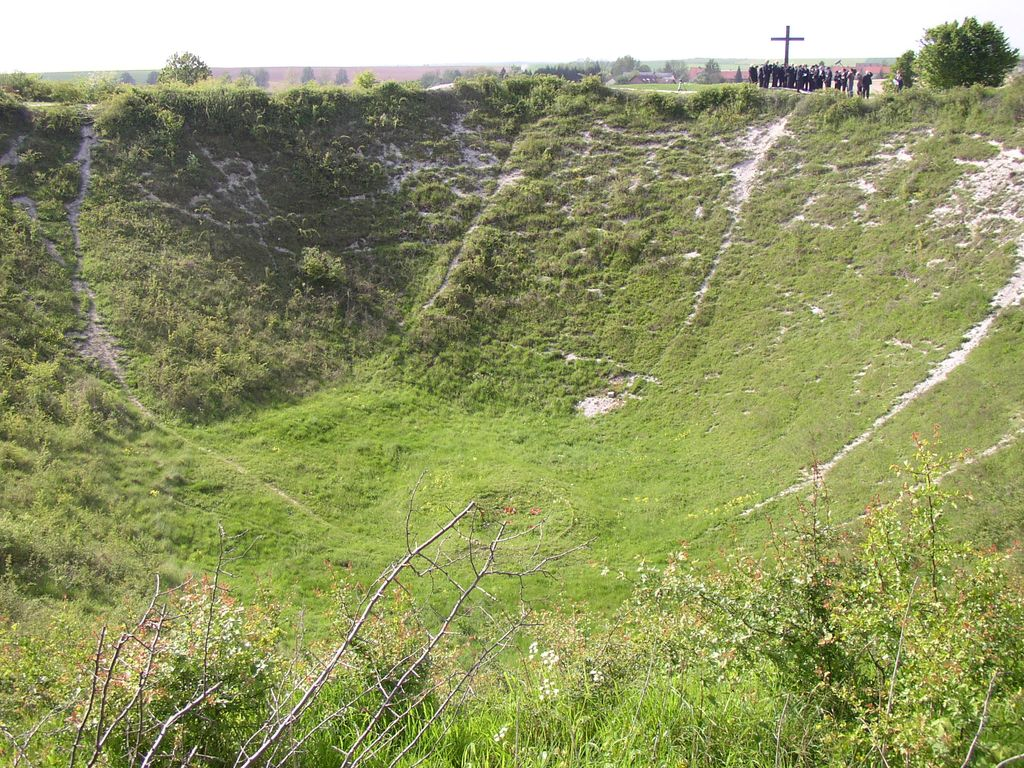
Le trou de mine, site préservé, permet d'imaginer l'importance des destructions lors de la bataille de la Somme.

#### Monuments commémoratifs de La Boisselle
- La Boisselle, devant l'église, croix à la 19e Western Division qui prit le village le 4 juillet 1916.
- Monument à la 34e division des Irlandais et des Écossais, surmonté d'une statue surnommée « la Madelon ».
- Monument aux Tyneside Scottisch et aux Tyneside Irish, banc de pierre avec la croix celtique et la croix de Saint André, symbole de l'Écosse. Il commémore l'attaque du 1er juillet 1916.
- Mémorial de Pozières,  Inscrit MH (2016, Le mémorial britannique de Pozières en totalité)[28].

#### Calvaire breton d'Ovillers
- Ovillers, calvaire breton en mémoire des poilus bretons du 19e régiment d'infanterie tombés, le 17 décembre 1914, à Ovillers-la-Boisselle. L'un de leurs officiers, le lieutenant Augustin de Boisanger, grièvement blessé, refusa de se faire évacuer par ces mots gravés sur le monument :

« Je n'abandonne pas mes Bretons. »
En 1924, la famille de Boisanger fit ériger un calvaire typiquement breton en pierre de Kersaint, en mémoire d'Augustin et de ses camarades.
Grâce à la famille Boisanger, à la région Bretagne, à la commune de Landerneau, à celle d'Ovillers-la-Boisselle et au travail de la Somme Remembrance Association, le calvaire a été restauré et ré-inauguré le 8 octobre 2011.

#### Cimetières militaires
- Cimetière militaire britannique de La Boisselle (Gordon Dump Cemetery) : situé à la sortie de la Boisselle, en direction de Bazentin, il contient les corps de 1 676 soldats dont 1 582 Britanniques, deux Canadiens, 91 Australiens et un Indien. Plus d'un millier n'ont pu être identifiés.
- Cimetière militaire britannique d'Ovillers (Ovillers military Cemetery): 3 559 corps (3 268 Britanniques, 95 Canadiens, 57 Australiens, 6 Néo-Zélandais et 120 Français) dont 2 477 inconnus.

### Héraldique
| Blason de Ovillers-la-Boisselle | Blason  | Écartelé: au 1er d'azur à trois fleurs de lis d'or, au 2e échiqueté d'argent et de sable, au 3e de gueules à trois lionceaux d'or, au 4e d'argent à trois roses de gueules; à la divise ondée d'argent brochant sur la partition. Ornements extérieursDécorations : Croix de guerre 1914-1918.    |
| Blason de Ovillers-la-Boisselle | Détails | Le 1er et 3e de l'écartelé ainsi que la divise ondée sont une référence au blason de la Somme, l'échiqueté rappelle la famille Sachy de Saint-Aubin, seigneurs d'Ovillers, et les roses évoquent la famille De Lagrénée, seigneurs de La Boisselle. Adopté le 17 juillet 2015. Auteur(s)J-F Binon |